# Konrad II (biskup kamieński)
Konrad II (ur. ?, zm. po 7 października, a przed 13 listopada-25 grudnia 1233) – biskup kamieński w latach 1219-1233.

## Konrad II w źródłach
Został wybrany na biskupa w wyniku elekcji, którą z polecenia papieża Honoriusza III z 23 maja 1219 kierował biskup pruski Chrystian. Nie wiadomo, czy wymieniany w dokumentach z lat 1186–1189 prepozyt, a także wspominany w latach 1191–1194 oraz 1208–1216 kanonik kamieński Konrad jest identyczny z późniejszym biskupem?.
Zmarł w 1233. Dokładna data śmierci jest nieznana, nastąpiła jednak po 7 października, gdyż tego dnia jego następca był jeszcze kanonikiem w Magdeburgu, a przed 25 grudnia, kiedy to potwierdzona jest już papieska konfirmacja dla biskupa Konrada III. Pochowano go w katedrze kamieńskiej.

## Kwestia pokrewieństwa z Gryfitami
W pochodzącym z 1208 dokumencie jako świadkowie wymienieni są (łac.) Conradus prepositus et Bartholomeus et Kasimirus fratres. Dało to podstawę do przypisania Konrada do rodu Świętoborzyców (bocznej linii Gryfitów), jako hipotetycznego trzeciego syna kasztelana szczecińskiego Warcisława II (R. Klempin). 
Przeciwnicy tej tezy uważają, że słowo fratres (bracia) dotyczy jedynie Bartłomieja i Kazimierza, względnie że kanonik kamieński Konrad nie jest tożsamy z późniejszym biskupem (M. Wehrmann). Zagadkowym jest jednak wymienienie Konrada w dokumencie dopiero po kustoszu kamieńskim Dietmarze, w sytuacji gdy stał od niego wyżej w hierarchii kościelnej. Zdaniem zwolenników przynależności Konrada do Świętoborzyców uczyniono tak dlatego, by wymienić go wspólnie ze świeckimi braćmi.